# 佐野喜平太

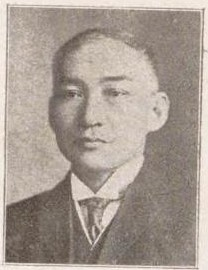
佐野喜平太

佐野 喜平太（さの きへいた、1866年3月11日（慶応2年1月25日） - 1919年（大正8年）9月14日）は、日本の政治家。衆議院議員（1期）。

## 経歴
新潟県出身。農業を営む。新潟県会議員となる。
1912年の第11回衆議院議員総選挙において新潟県郡部から立憲政友会公認で立候補して当選。衆議院議員を1期務めた。1915年の第12回衆議院議員総選挙には立候補しなかった。1933年死去。